# ینشوالده
ینشوالده (به آلمانی: Jänschwalde) یک شهر در آلمان است که در اشپری-نایسه واقع شده‌است. ینشوالده ۱٬۹۶۳ نفر جمعیت دارد.